# Грищенко, Алексей Леонидович
Алексей Леонидович Грищенко (род. 15 января 1966, Усть-Каменогорск) — советский хоккеист, защитник.

## Биография
Воспитанник усть-каменогорского хоккея. Начинал заниматься с детьми 1965 года рождения, тренер Валерий Николаевич Шалыгин. Победитель Всесоюзного финала турнира «Золотая шайба» в Саратове. В юношеской сборной СССР играл в паре с Владимиром Константиновым. В первенстве СССР дебютировал в сезоне 1982/83 первой лиги в составе «Торпедо» Усть-Каменогорск. Приглашался в киевский «Сокол», московские «Динамо» и «Спартак». В 1985 году перешёл в ЦСКА, где играл в паре с Сергеем Бабиновым и, реже, с Иреком Гимаевым. Затем играл в команде первой лиги СКА МВО Калинин. В 1987 году вновь приглашался в «Сокол», но после сборов вернулся в Усть-Каменогорск и остался в «Торпедо». По ходу сезона 1989/90 перешёл в «Кристалл» Электросталь. Следующий сезон отыграл в тольяттинской «Ладе», но из-за проблем со здоровьем завершил карьеру игрока. Тем не менее в сезонах 1992/93 — 1993/94 выступал за венгерский «Дебрецен».
Двукратный победитель чемпионата Европы среди юниорских команд (1983, 1984). Бронзовый призёр чемпионата мира среди молодёжных команд 1985.
Жена Лариса выступала за сборную СССР по лёгкой атлетике, чемпионка Москвы по дзюдо. Сын Алексей играл в чемпионате Казахстана по хоккею. Дочь Александра в детстве занималась гимнастикой.